# الکساندر آنتونوف (سیاستمدار)
الکساندر آنتونوف (روسی: Алекса́ндр Степа́нович Анто́нов؛ ۱۸۸۸ – ۲۴ ژوئن ۱۹۲۲ (aged ۳۳-۳۴)) کشاورز اهل امپراتوری روسیه، عضو حزب انقلابی سوسیالیست بود که بعدها یکی از رهبران شورش طلب در برابر رژیم بلشویکی شد.

## زندگی‌نامه
آنتونوف در مسکو متولد شده‌است در شهر بسیار کوچکتر کیرسانوف بزرگ شده‌است. او بعداً در مؤسسه واقع در شهر تامبو تحصیل کرد تا اینکه برای اعلانات انقلابی اخراج شد. او از بازگشت به خانه می‌ترسید و به عنوان یک شاگرد در کارخانه ساخت قطار مشغول به کار شد.
از فیلم‌ها یا برنامه‌های تلویزیونی که وی در آن نقش داشته‌است می‌توان به رزم‌ناو پوتمکین اشاره کرد.